# Wasted (chanson de Carrie Underwood)
Pour les articles homonymes, voir Wasted.
Singles de Carrie Underwood
Before He Cheats
(2006) I'll Stand by You
(2007)
Pistes de Some Hearts
- 'Don't Forget to Remember Me
(2)
Wasted est le sixième et dernier single extrait de l'album Some Hearts de la chanteuse de musique country américaine Carrie Underwood.